# Скуратовский, Михаил Васильевич
Михаил Васильевич Скуратовский (укр. Михайло Васильович Скуратовський; род. 25 февраля 1953, Киев) — украинский дипломат.

## Биография
Родился 25 февраля 1953 года в Киеве. Окончил Киевский государственный университет им. Т. Г. Шевченко (1975), переводчик-референт, преподаватель английского и французского языков.
В 1975—1976 годах — переводчик Киевского зонального научно-исследовательского и проектного института типового и экспериментального проектирования жилых и общественных домов.
В 1976—1979 годах — старший лаборант, заведующий фонолабораторией, преподаватель английского и французского языков Киевского педагогического института им. М. Горького.
В 1979—1982 годах — военный переводчик в Республике Замбия.
В 1982—1991 годах — старший лаборант, заведующий фонолабораторией, преподаватель английского и французского языков Киевского педагогического института им. М. Горького.
В 1991—1993 годах — старший редактор, режиссёр постановщик Укрконцерта в Киеве.
В 1993—1999 годах — старший консультант, заведующий отделом официальной переписки и переводов управления протокола Администрации Президента Украины.
С декабря 1999 по ноябрь 2000 года — советник Постоянного представительства Украины при Отделении ООН и других международных организациях в Женеве.
С 29 ноября 2000 по 26 декабря 2003 года — постоянный представитель Украины при Отделении ООН и других международных организациях в Женеве.
С 26 декабря 2003 по 14 июня 2006 года — Чрезвычайный и Полномочный Посол Украины в Южно-Африканской Республике.
С 16 июня 2004 по 14 июня 2006 года — Чрезвычайный и Полномочный Посол Украины в Республике Намибия по совместительству.
С 12 октября 2004 по 14 июня 2006 года — Чрезвычайный и Полномочный Посол Украины в Республике Замбия по совместительству.
С 12 октября 2004 по 14 июня 2006 года — Чрезвычайный и Полномочный Посол Украины в Республике Зимбабве по совместительству.
С 16 ноября 2004 по 2 июня 2006 года — Чрезвычайный и Полномочный Посол Украины в Республике Мозамбик по совместительству.
С 16 ноября 2004 по 14 июня 2006 года — Чрезвычайный и Полномочный Посол Украины на Республике Мадагаскар по совместительству.
С 13 декабря 2004 по 14 июня 2006 года — Чрезвычайный и Полномочный Посол Украины в Республике Ботсвана по совместительству.
В 2006—2010 годах — директор департамента Министерства иностранных дел Украины.
С 22 июля 2010 по 19 марта 2014 года — Чрезвычайный и Полномочный Посол Украины в Королевстве Дания.
Июнь 2014 года — выход на пенсию. Член ревизионной комиссии Украинской ассоциации внешней политики.
Октябрь 2018 года — выход из печати детективной повести "Операция «Сафари», издательство «Саммит-книга». 2021 — выход из печати книги "Слева от президента. Записки переводчика". Парламентское издательство, Киев. 2023 — выход из печати детективной повести "В канун Рождества, или предпраздничные хлопоты разведки", издательство Саммит-книга", Киев.